# Ray Cullen
Raymond Murray Cullen (St. Catharines, 20 settembre 1941 – London, 14 marzo 2021) è stato un hockeista su ghiaccio canadese che nel corso della carriera ha giocato in National Hockey League.
Era il fratello minore di Barry e Brian, anch'essi giocatori di hockey su ghiaccio.

## Carriera
Cullen giocò a livello giovanile per quattro stagioni nella Ontario Hockey Association con i St. Catharines Teepees, formazione con cui vinse la Memorial Cup del 1960. Nel 1962 esordì fra i professionisti disputando una stagione nella Eastern Hockey League, mentre nella stagione 1963-64 giocò in Central Hockey League.
Nella stagione 1964-65 giocò in American Hockey League con la maglia dei Buffalo Bisons, conquistando il Dudley "Red" Garrett Memorial Award, premio assegnato al miglior rookie della lega. Un anno più tardi Cullen fece il proprio esordio in National Hockey League con la maglia dei New York Rangers giocando otto partite, disputando la maggior parte dell'anno in AHL con i Baltimore Clippers. Nel campionato 1966-67 giocò invece nell'organizzazione dei Detroit Red Wings.
Nell'estate del 1967 in occasione dell'NHL Expansion Draft Cullen fu selezionato dai Minnesota North Stars, formazione con cui giocò da titolari per tre stagioni intere. In totale collezionò 228 partite con un bottino di 175 punti. La sua miglior stagione fu quella 1968-69 quando raccolse 64 punti in 67 gare di stagione regolare.
Nel 1970 Cullen fu scelto nuovamente durante l'Expansion Draft dai Vancouver Canucks, formazione con cui disputò soltanto la stagione inaugurale. Al termine della stagione si ritirò dall'attività agonistica.

## Palmarès

### Club
- Memorial Cup: 1

St. Catharines: 1960

### Individuale
- Dudley "Red" Garrett Memorial Award: 1

1964-1965
- EHL First All-Star Team: 1

1962-1963
- EHL Rookie of the Year: 1

1962-1963
- CPHL First All-Star Team: 1

1963-1964